# Хамгоков, Барасби Бекович
Барасби Бекович Хамгоков (кабард.-черк. Хьэмгъуокъу Бэч и къуэ Бэрэсбий ; 1922, Кенже, КБАО, РСФСР — 1985, Нальчик, КБАССР) — советский хозяйственный, государственный и партийный деятель.

## Биография
Родился в 1922 году в селении Кенже.
С 1933 года на хозяйственной работе. Занимался выращиванием лошадей в родном колхозе им. Андреева. В 1934 году на торжествах, посвящённых вручению Кабардино-Балкарской автономной области ордена Ленина за достижения в социалистическом строительстве, Барасби подарил маршалу Будённому кабардинского скакуна. Был в числе молодых ребят из Канже, приглашённых в нальчикский цирк для показательных состязаний с известными наездниками под руководством Мухтарбека Коченова.
В феврале 1936 года за успехи в животноводческой деятельности на Всесоюзном совещании колхозников-ударников в Москве был награждён орденом «Знак почёта». В том же году получил путёвку в детский лагерь «Артек». Скульптором М. Лезвиевым была создана композиция под названием «Баразби со своим конём», выставленная в Московском музее народов СССР.
На московской студии «Союздетфильм» начались съёмки фильма режиссёра Ю. Фрадкина «Родина талантов», в которых Барасби принял участие.
На Всесоюзной сельскохозяйственной выставке в 1939 году участвовал в скачках на Московском ипподроме, где ему противостояли прославленные наездники братья Кантемировы. Шесть раз пришёл первым.
Кинокомпанией Ленфильм был снят фильм «Наездник из Кабарды» режиссёра Н. Лебедева, посвящённый замечательному движению, возникшему по инициативе пионера Барасби Хамгокова, — шефству над выращиванием конского молодняка для Красной армии. В том же году композитором Б. Шехтером и писателем А. Сурковым была создана «Песня о Баразби», исполненная детским ансамблем Московского Дома кино и обкома Союза кинофотоработников.
В 1941 году был призван в ряды Советской армии. Воевал в Крыму, на Северо-Западном фронте в составе 129-й Орловской стрелковой дивизии в звании старшего сержанта. 14 декабря 1943 года обратился к советским детям со знаменитым письмом. Был несколько раз ранен. Принимал участие в параде Победы на Красной Площади в 1945 году.
После демобилизации был отправлен на учёбу в Москву, в Центральную комсомольскую школу. После её окончания Хамгоков был назначен секретарём обкома ВЛКСМ Кабардинской АССР.
С 1951 года — секретарь областного совета профсоюзов.
Затем ушёл в журналистику, работал корреспондентом на областном радио.
Барасби Хамгоков стоял у истоков альпинистского движения в Кабардино-Балкарии, а также был одним из руководителей республиканской Федерации конного спорта.
В честь 50-летия автономии Кабардино-Балкарии был организован конный поход по местам революционной славы республики, который возглавлял Хамгоков.
С 1966 года — ответственный секретарь Кабардино-Балкарского отделения советского Комитета по культурным связям с зарубежными соотечественниками.
Умер в Нальчике в марте 1985 года.

## Награды
- орден «Знак почёта» (1936).
- орден Красной Звезды[1].
- медаль «За доблестный труд в Великой Отечественной войне 1941—1945».